# Sao chổi đã tuyệt chủng

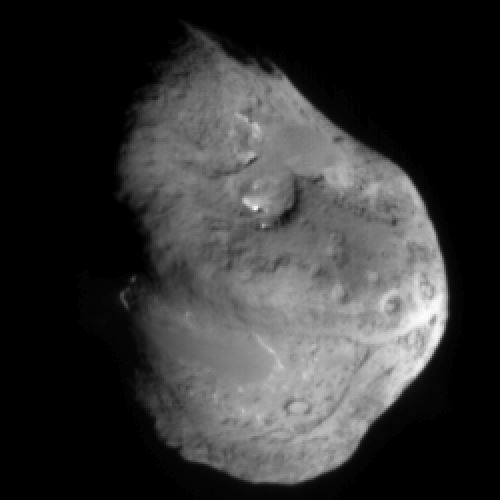
Hạt nhân sao chổi của sao chổi 9P/Tempel được chụp bằng tàu Deep Impact của NASA. Nó chưa tuyệt chủng nhưng cho một số ý tưởng về một hạt nhân sao chổi.

Một sao chổi đã tuyệt chủng là một sao chổi đã trục xuất hầu hết băng dễ bay hơi của nó và chỉ còn lại một ít để tạo thành đuôi và đầu sao chổi. Trong một sao chổi không hoạt động, thay vì bị cạn kiệt, bất kỳ thành phần dễ bay hơi nào còn lại đã được niêm phong bên dưới lớp bề mặt không hoạt động.
Do gần như không có đầu sao chổi và đuôi, một sao chổi đã tuyệt chủng hoặc không hoạt động có thể giống với một tiểu hành tinh hơn là sao chổi và làm mờ sự khác biệt giữa hai lớp thiên thể nhỏ trong Hệ Mặt trời này. Khi các vật liệu dễ bay hơi như nitơ, nước, carbon dioxide, amonia, hydro và metan trong hạt nhân sao chổi đã bay hơi đi, tất cả những gì còn lại là một đống đá trơ hoặc vụn đá. Sao chổi có thể trải qua giai đoạn chuyển tiếp khi gần đến sự tuyệt chủng.

## Sao chổi đã tuyệt chủng
Sao chổi bị nghi ngờ hoặc dựa trên lý thuyết đã tuyệt chủng bao gồm:
- (137924) 2000 BD19
- 14827 Hypnos[1]
- 2101 Adonis
- 2015 TB145
- 3200 Phaethon[2][3]
- 3552 Don Quixote[2]
- P/2007 R5 (SOHO 1) [4]
- 1996 PW có thể là một sao chổi tuyệt chủng thời gian dài[5]

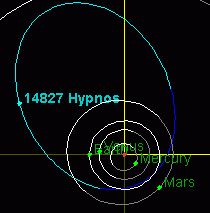
Quỹ đạo bị lệch tâm (e=0,66) của Hypnos.